# Gåstjärnen (Arjeplogs socken, Lappland)
Gåstjärnen är en sjö i Arjeplogs kommun i Lappland och ingår i Skellefteälvens huvudavrinningsområde.